# Episodi di Doc (quinta stagione)
La quinta e ultima stagione della serie televisiva Doc, composta da 9 episodi, è stata trasmessa in prima visione negli Stati Uniti d'America da PAX Television nel 2004. In Italia è stata trasmessa su Rete 4.
| nº | Titolo originale         | Titolo italiano         | Prima TV USA | Prima TV Italia |
| -- | ------------------------ | ----------------------- | ------------ | --------------- |
| 1  | Get Me To Church On Time | Il matrimonio perfetto  | 2004         |                 |
| 2  | Wake-Up Call             | Il risveglio            |              |                 |
| 3  | Blindsided               | La lavagna dei pensieri |              |                 |
| 4  | Lights, Camera, Medicine | Dall'Africa con amore   |              |                 |
| 5  | Nip, Tuck & Die          | Mani verso il paradiso  |              |                 |
| 6  | The Family Tree          | Alberi genealogici      |              |                 |
| 7  | The Last Ride            | Una folle corsa         |              |                 |
| 8  | Happy Trails             | Buon viaggio            |              |                 |
| 9  | Till We Meet Again       | Una nuova vita          |              |                 |